# EGX 30 Index
| EGX 30 Index   | EGX 30 Index      |
| Stammdaten     | Stammdaten        |
| -------------- | ----------------- |
| Staat          | Ägypten           |
| Börse          | Egyptian Exchange |
| ISIN           | nicht bekannt     |
| WKN            | nicht bekannt     |
| Symbol         | EGX30             |
| RIC            | ^EGX30            |
| Bloomberg-Code | CASE <INDEX>      |
| Kategorie      | Aktienindex       |
| Typ            | Kursindex         |
| Familie        | EGX               |

Der EGX 30 Index (früher CASE 30 Index) ist der führende Aktienindex in Ägypten. Er wird von der Egyptian Exchange (EGX), der Ägyptischen Börse in Kairo berechnet und umfasst die 30 größten Unternehmen des Landes.

## Berechnung
Der EGX 30 ist ein Kursindex und enthält die 30 führenden Unternehmen in Bezug auf Liquidität und Handelsvolumen. Um in den Index aufgenommen zu werden, muss das Unternehmen finanziell handlungsfähig sein, eine hohe Liquidität aufweisen, auf der Egyptian Exchange (EGX) gehandelt werden und mindestens 15 Prozent Streubesitz haben. Dadurch wird sichergestellt, dass die Aktien die umsatzstärksten Unternehmen des Landes repräsentieren und der Index ein seriöses Börsenbarometer für den ägyptischen Markt darstellt.
Der Indexstand wird ausschließlich auf Grund der Aktienkurse ermittelt und nur um Erträge aus Bezugsrechten und Sonderzahlungen bereinigt. Die Gewichtung erfolgt nach der Marktkapitalisierung der gelisteten Unternehmen. Kapitalmaßnahmen wie Aktiensplits haben keinen (verzerrenden) Einfluss auf den Index. Eine Überprüfung der Zusammensetzung erfolgt zweimal im Jahr (Februar und August). Die Berechnung wird während der EGX-Handelszeit von 10:30 Uhr bis 14:30 Uhr Ortszeit (9:30 Uhr bis 13:30 Uhr MEZ) alle 60 Sekunden aktualisiert.

## Geschichte

### Historischer Überblick
Der Index wurde am 1. Januar 1998 unter dem Namen CASE 30 Index (Basiswert 1000 Punkte) erstmals veröffentlicht und bis 1996 zurückgerechnet. In den Jahren 1997 und 1998 kam es in Teilen der Welt zu Finanz-, Währungs- und Wirtschaftskrisen (Asienkrise, Brasilienkrise, Russlandkrise). In der Folge sank der ägyptische Leitindex bis zum 13. Dezember 1998 um 35,9 Prozent auf einen Schlussstand von 640,69 Punkten. Am 6. Dezember 1999 schloss der CASE 30 mit 1.015,40 Punkten zum ersten Mal über der 1.000-Punkte-Marke. Am 19. Januar 2000 beendete er den Handel bei 1.291,53 Punkten. Das war seit Dezember 1998 ein Zuwachs von 101,6 Prozent.
Nach dem Platzen der Spekulationsblase im Technologiesektor (Dotcom-Blase) verlor der Aktienindex innerhalb der kommenden zwei Jahre 65,5 Prozent an Wert. Am 28. Januar 2002 schloss er bei 445,53 Punkten. Das Datum bedeutet das Ende der Talfahrt. Ab Anfang 2002 begann der CASE 30 wieder zu steigen. Am 5. Juli 2005 überwand das Börsenbarometer mit einem Schlussstand von 5.005,57 Punkten erstmals die Grenze von 5.000 Punkten und am 5. Dezember 2007 mit 10.082,39 Punkten zum ersten Mal die 10.000-Punkte-Marke. Am 5. Mai 2008 beendete der CASE 30 den Handel auf einem Allzeithoch von 11.935,67 Punkten. Der Gewinn seit Januar 2002 liegt bei 2.579,0 Prozent.
Im Juli 2008 wurde die 125 Jahre alte Cairo and Alexandria Stock Exchange (CASE) in Egyptian Exchange (EGX) umbenannt. Um diese Änderung widerzuspiegeln, wurde der CASE 30 Index in EGX 30 Index umbenannt.
Im Verlauf der internationalen Finanzkrise, die im Sommer 2007 in der US-Immobilienkrise ihren Ursprung hatte, begann der Index wieder zu sinken. Ab dem 3. Quartal 2008 wirkte sich die Krise zunehmend auf die Realwirtschaft aus. In der Folge brachen die Aktienkurse weltweit ein. Am 23. Oktober 2008 sank der EGX 30 unter die Grenze von 5.000 Punkten. Einen neuen Tiefststand erzielte das Börsenbarometer am 5. Februar 2009, als es den Handel mit 3.389,31 Punkten beendete. Das entspricht seit dem 5. Mai 2008 einem Rückgang um 71,6 Prozent. Er war der größte Sturz in der Geschichte des Index. Der 5. Februar 2009 markiert den Wendepunkt der Talfahrt. Ab Anfang 2009 war der EGX 30 wieder auf dem Weg nach oben. Bis zum 27. April 2010 stieg er um 124,3 Prozent auf einen Schlussstand von 7.603,04 Punkten.
Die Revolution in Ägypten 2011 führte innerhalb kurzer Zeit zu einem starken Kapitalabfluss. Am 27. Januar 2011 sank der ägyptische Leitindex um 10,52 Prozent und schloss bei 5.646,50 Punkten. Bereits am Vortag hatte das Börsenbarometer 6,14 Prozent verloren. Angesichts der andauernden Proteste war die Börse auf Anweisung der Börsenaufsicht vom 28. Januar bis zum 22. März 2011 geschlossen. Am 23. März 2011, dem ersten Handelstag nach den Unruhen, verlor der Index 8,92 Prozent an Wert. Neben den Auslandsinvestitionen war der Tourismus, einer der bedeutendsten Wirtschaftszweige im Land, zum Erliegen gekommen. Zudem produzierte die Industrie unter den Kapazitätsgrenzen und die Wirtschaft wurde generell durch eine Streikwelle geschwächt. Die ägyptische Börse war insgesamt 38 Tage lang geschlossen. Ab einem Handelsstopp von 40 Tagen leitet der US-amerikanische Finanzdienstleister Morgan Stanley Capital International (MSCI) ein Verfahren ein, an dessen Ende der Ausschluss aus dem MSCI Emerging Markets Index drohte.
Am 28. Dezember 2011 schloss der EGX 30 bei 3.586,55 Punkten. Seit dem Jahreshöchststand am 5. Januar 2011 bei 7.210,41 Punkten beträgt der Verlust 50,2 Prozent.

### Höchststände
Die Übersicht zeigt die Allzeithöchststände des EGX 30 Index.
|                      | Punkte    | Datum               |
| -------------------- | --------- | ------------------- |
| im Handelsverlauf    | 11.999,87 | Montag, 5. Mai 2008 |
| auf Schlusskursbasis | 11.935,67 | Montag, 5. Mai 2008 |

### Meilensteine
Die Tabelle zeigt die Meilensteine des EGX 30 Index.
| Erster Schlussstand über | Schlussstand in Punkten | Datum              |
| ------------------------ | ----------------------- | ------------------ |
| 1.000                    | 1.000,00                | 1. Januar 1998     |
| 1.500                    | 1.510,42                | 19. April 2004     |
| 2.000                    | 2.017,34                | 12. September 2004 |
| 2.500                    | 2.550,85                | 14. Dezember 2004  |
| 3.000                    | 3.016,40                | 23. Januar 2005    |
| 3.500                    | 3.507,99                | 31. Januar 2005    |
| 4.000                    | 4.036,49                | 3. März 2005       |
| 4.500                    | 4.513,73                | 15. Juni 2005      |
| 5.000                    | 5.005,57                | 5. Juli 2005       |
| 5.500                    | 5.518,70                | 27. September 2005 |
| 6.000                    | 6.055,00                | 8. November 2005   |

| Erster Schlussstand über | Schlussstand in Punkten | Datum             |
| ------------------------ | ----------------------- | ----------------- |
| 6.500                    | 6.502,60                | 2. Januar 2006    |
| 7.000                    | 7.357,08                | 12. Januar 2006   |
| 7.500                    | 7.906,05                | 22. Januar 2006   |
| 8.000                    | 8.063,92                | 29. Januar 2006   |
| 8.500                    | 8.519,56                | 16. Juli 2007     |
| 9.000                    | 9.055,07                | 16. Oktober 2007  |
| 9.500                    | 9.527,17                | 1. November 2007  |
| 10.000                   | 10.082,39               | 5. Dezember 2007  |
| 10.500                   | 10.549,74               | 31. Dezember 2007 |
| 11.000                   | 11.035,09               | 13. Januar 2008   |
| 11.500                   | 11.546,11               | 12. März 2008     |

### Jährliche Entwicklung
Die Tabelle zeigt die jährliche Entwicklung des bis 1996 zurückgerechneten EGX 30 Index.
| Jahr | Schlussstand in Punkten | Veränderung in Punkten | Veränderung in % |
| ---- | ----------------------- | ---------------------- | ---------------- |
| 1996 | 861,33                  |                        |                  |
| 1997 | 999,68                  | 138,35                 | 16,06            |
| 1998 | 660,10                  | −339,58                | −33,97           |
| 1999 | 1.139,82                | 479,72                 | 72,67            |
| 2000 | 715,74                  | −424,08                | −37,21           |
| 2001 | 490,05                  | −225,69                | −31,53           |
| 2002 | 492,85                  | 2,80                   | 0,57             |
| 2003 | 1.155,51                | 662,66                 | 134,45           |
| 2004 | 2.567,99                | 1.412,48               | 122,24           |
| 2005 | 6.324,70                | 3.756,71               | 146,29           |
| 2006 | 6.973,41                | 648,71                 | 10,26            |
| 2007 | 10.549,74               | 3.576,33               | 51,29            |
| 2008 | 4.596,49                | −5.953,25              | −56,43           |
| 2009 | 6.208,77                | 1.612,28               | 35,08            |
| 2010 | 7.142,14                | 933,37                 | 15,03            |
| 2011 | 3.622,35                | −3.519,79              | −49,28           |
| 2012 | 5.462,42                | 1.840,07               | 50,80            |
| 2013 | 6.782,84                | 1.320,42               | 24,17            |
| 2014 | 8.926,58                | 2.143,74               | 31,61            |
| 2015 | 7.089,06                | −1.837,52              | −20,58           |
| 2016 | 12.344,89               | 5.338,88               | 76,20            |
| 2017 | 15.019,14               | 2.674,25               | 21,66            |
| 2018 | 13.035,77               | −1.983,37              | −13,21           |
| 2019 | 13.961,56               | 925,79                 | 7,10             |
| 2020 | 10.845,26               | -3.116,30              | -22,32           |
| 2021 | 11.949,18               | 1.103,92               | 10,18            |
| 2022 | 14.598,53               | 2.649,35               | 22,17            |
| 2023 | 24.832,71               | 10.234,18              | 70,10            |
| 2024 | 29.740,58               |                        |                  |

## Zusammensetzung
Der EGX 30 setzte sich am 13. Oktober 2024 aus folgenden Unternehmen zusammen:
| Name                                                 | Branchensektor                            | Gewichtung (%) |
| ---------------------------------------------------- | ----------------------------------------- | -------------- |
| Abu Qir Fertilizers and Chemicals Industries Company | Düngemittelhersteller                     | 3,72           |
| Abu Dhabi Islamic Bank (Egypt)                       | Bank                                      | 1,48           |
| Alexandria Container and Cargo Handling Company      | Containerumschlagsunternehmen             | 1,63           |
| Alexandria Mineral Oils Company                      | Öl und Gas                                | 1,31           |
| Beltone Holding                                      | Finanzdienstleister                       | 1,32           |
| Cleopatra Hospital Company                           | Gesundheitswesen                          | 0,87           |
| Commercial International Bank                        | Bank                                      | 26,12          |
| Crédit Agricole Egypt                                | Bank                                      | 1,61           |
| Eastern Company                                      | Tabakwaren                                | 6.45           |
| Edita Food Industries                                | Nahrungsmittelhersteller                  | 1,43           |
| EFG Holding                                          | Finanzdienstleister                       | 4,57           |
| E-finance For Digital and Financial Investments      | Digitaler Zahlungsabwickler               | 4,40           |
| Egyptian Kuwaiti Holding                             | Beteiligungsgesellschaft                  | 3,04           |
| Egyptian Kuwaiti Holding-EGP                         | Computerspiele                            | 1,04           |
| Elsewedy Electric                                    | Elektrotechnik                            | 4,20           |
| Emaar Misr for Development                           | Immobilienwirtschaft                      | 0,75           |
| Ezz Steel                                            | Stahlhersteller                           | 3,51           |
| Faisal Islamic Bank of Egypt in EGP                  | Bank                                      | 0,53           |
| Faisal Islamic Bank of Egypt - in US Dollars         | Bank                                      | 1,46           |
| Fawry For Banking Technology And Electronic Payment  | Finanzdienstleister                       | 3,81           |
| GB Group                                             | Fahrzeughersteller                        | 1,15           |
| Heliopolis Company for Housing and Development       | Immobilienwirtschaft                      | 0,68           |
| Juhayna Food Industries                              | Nahrungsmittelhersteller                  | 1,13           |
| Madinet Masr For Housing and Development             | Immobilienentwickler                      | 0,90           |
| Misr Fertilizers Production Company                  | Düngemittelhersteller                     | 2,48           |
| Orascom Construction plc                             | Bauunternehmen                            | 1,34           |
| Oriental Weavers                                     | Teppichhersteller                         | 1,06           |
| Palm Hills Developments                              | Immobilienwirtschaft                      | 1,20           |
| Sidi Kerir Petrochemicals                            | Petrochemie                               | 1,83           |
| Talaat Moustafa Group                                | Bauwirtschaft, Landwirtschaft, Immobilien | 10,84          |
| Telecom Egypt                                        | Telekommunikation                         | 3,35           |